# Анні
Анні (Crotophaginae) — підродина зозулеподібних птахів родини зозулевих (Cuculidae). Включає 4 види у 2 родах. Поширені в Америці.

## Характеристика
Вони живуть разом переважно групами з кількох переважно моногамних пар, до яких також входять неспарені дорослі птахи та молодняк у період розмноження. Розмір групи змінний, зазвичай менше 10 особин, але також може включати 20 або більше птахів наприкінці сезону розмноження. Майже всі дії, такі як пошук їжі, догляд за оперенням, догляд за виводком і захист від ворогів, виконуються групами. Вони також проводять час відпочинку разом, часто в тісному фізичному контакті. Всі самиці групи відкладають яйця у спільне гніздо. Таким чином, у кладці може бути понад 20 яєць.

## Роди
- Ані (Crotophaga) — 3 види;
- Гуїра (Guira) — 1 вид.